# Noel Streatfeild
Mary Noel Streatfeild (Sussex, Anglaterra, 24 de desembre 1895– 11 de setembre 1986). Coneguda com a Noel Streatfield, és una escriptora de gran popularitat al Regne Unit pel seu talent com a autora de llibres infantils, el més conegut dels quals és, potser, "Sabates de Ballet" (Ballet Shoes) (1936). Va ser la segona de tres filles d'un vicari local. La seva vida es descriu a tres novel·les semi-autobiogràfiques: "Una Família de Vicaria", "Fora de la Vicaria" i "Més Enllà de la Vicaria". La seva familiaritat amb l'escenari - va ser actriu un temps - va ser la base per a molts dels seus llibres, que són sovint sobre nens que lluiten per fer carrera artística.

## Obra

### Ficció
- Ballet Shoes (1936)
- Tennis Shoes (1937)
- The Circus is Coming (1938) (també publicat com a: Circus Shoes)
- Curtain Up (1944) (també publicat com a: Theater Shoes)
- Party Frock (1946) (també publicat com a: Party Shoes)
- The Painted Garden (1949) White Boots (1951) (also published as: Skating Shoes)
- The Fearless Treasure (1953)
- The Bell Family (1954) (també publicat com a: Family Shoes)
- Wintle's Wonders (1957) (també publicat com a: Dancing Shoes)
- Apple Bough (1962) (també publicat com a: Traveling Shoes)
- A Vicarage Family (1963)
- The Children on the Top Floor (1964)
- Away from the Vicarage (1965)
- The Growing Summer (1966) (també publicat com a: The Magic Summer)
- Caldicott Place (1967) (també publicat com a: The Family at Caldicott Place)
- "Gemma" (sèrie de llibres) (1968-9)
- Thursday's Child (1970)
- Beyond the Vicarage (1971)
- Ballet Shoes for Anna (1972)
- When the Siren Wailed (1974)
- Far To Go (1976)

### No ficció
- The Years of Grace (1950)
- Queen Victoria (1958)
- Magic and the Magician: E. Nesbit and her Children's Books (1958)
- The Boy Pharaoh, Tutankhamen (1972)